# Joseph Hamilton Daviess

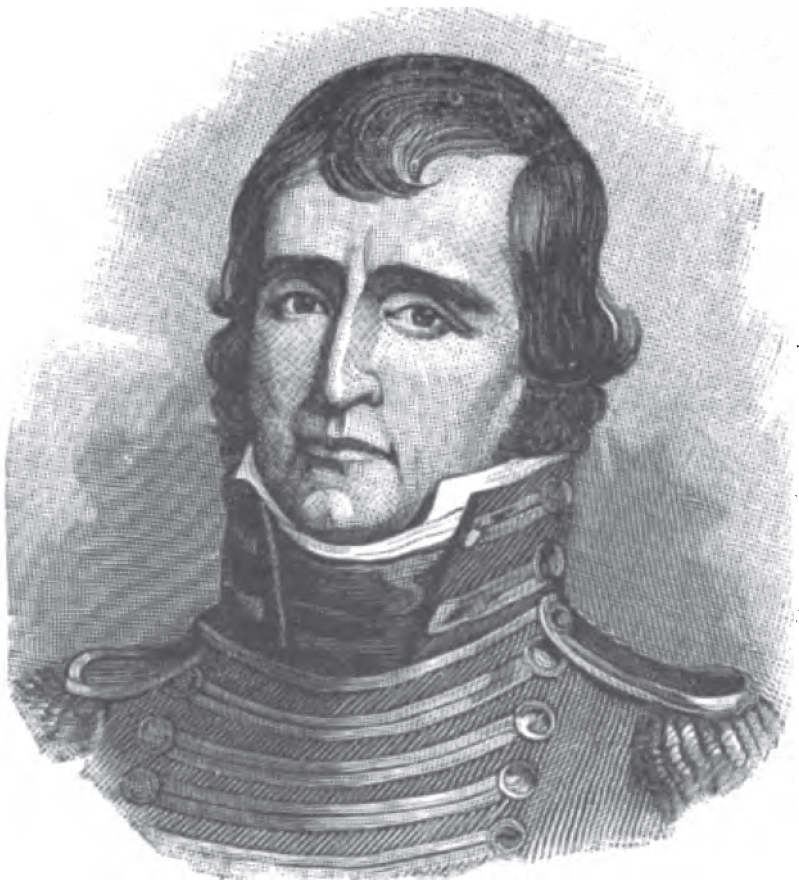
Joseph Hamilton Daviess

Joseph Hamilton Daviess (* 4. März 1744 im Bedford County, Kolonie Virginia; † 16. November 1811 bei Prophetstown) war der Kommandant der Dragoner, der Bürgerwehr aus Indiana. Zwar lautet die korrekte Schreibweise seines Namens „Daveiss“, wird jedoch einheitlich als „Daviess“ ausgesprochen, nicht zuletzt den Ortschaften und Plätzen wegen, die nach ihm benannt wurden.

## Lebensweg
Geboren im Bedford County, zog er in jungen Jahren mit seinen Eltern in die Gegend von Danville im heutigen Kentucky. Als er 1795 zur Anwaltschaft von Kentucky zugelassen wurde, erschien er vor Gericht als Hinterwäldler. Daveiss wird nachgesagt, er sei der erste Anwalt westlich der Appalachen gewesen, der dem Obersten Gerichtshof der Vereinigten Staaten widersprach.
Nachdem er die Schwester von John Marshall, dem Obersten Richter der Vereinigten Staaten, geheiratet hatte, kehrte er zurück nach Kentucky. Hier diente er als United States Attorney für den Bundesstaat. Er bekam den Ruf des „Kentuckyföderalisten“.
Im Februar und März 1806 schrieb er mehrere Briefe an US-Präsident Thomas Jefferson, in denen er ihn warnte und darauf aufmerksam machte, dass verschwörerische Aktivitäten von Vizepräsident Aaron Burr ausgingen. Daveiss’ Brief an Jefferson vom 14. Juli 1806 bezichtigte Burr, er wolle im spanischen Teil Nordamerikas eine Rebellion anzetteln, um sich dann später im Südwesten mit den Rebellen zu vereinen und einen unabhängigen Staat unter seiner Führung auszurufen. Als in einer Zeitung aus Frankfort ähnliche Anschuldigungen gegen lokale Politiker der Demokratisch-Republikanischen Partei publik wurden, schmetterte Jefferson Daveiss' Warnungen als Schmutzkampagne ab.
Im Jahre 1806 klagte Daveiss Burr im Bundesstaat Kentucky des Hochverrates an, die Klage wurde später jedoch durch die Unterstützung von Burrs Anwalt Henry Clay fallengelassen. 1811 meldete sich Daveiss freiwillig, um in der Indiana-Bürgerwehr zu dienen, nachdem der Gouverneur und spätere US-Präsident William Henry Harrison die Bevölkerung aufrief zum Kampf gegen Tecumseh, den indianischen Führer vom Volk der Shawnee. In der Nacht des 6. November 1811 schlugen Harrisons Truppen in der Nähe von Prophetstown ihr Posten auf. Major Daveiss und seine Dragoner nahmen eine Position im hinteren Teil der linken Flanke ein und hatten den Befehl ohne Pferd und nur mit Pistole als Unterstützungseinheit einzuschreiten im Laufe des geplanten nächtlichen Angriffs. Als jedoch die Indianer zum Angriff übergingen, stürzte sich Daveiss mit einer nur kleinen Anzahl von Soldaten in die Front der Kampfhandlungen. Er und seine Leute wurden zurückgeschlagen. Tödlich verwundet verstarb Daveiss nach diesem Rückzug in der Schlacht bei Tippecanoe.

## Plätze und Orte, die nach Daviess benannt wurden
- Jo Daviess County (Illinois)
- Daviess County (Indiana)
- Daviess County (Kentucky)
- Jo Daviess Township (Minnesota)
- Daviess County (Missouri)